# Leandro Lessa Azevedo
Leandro Lessa Azevedo, mais conhecido como Leandro Guerreiro ou apenas Leandro (Ribeirão Preto, 13 de agosto de 1980), é um ex-futebolista brasileiro que jogava como centroavante. Atualmente é comentarista da TNT Sports.

## Carreira

### Botafogo-SP
Leandro começou sua carreira de futebolista jogando pelo base do Botafogo-SP, entre os anos de 1997 e 1998. Em 1999, permaneceu no time principal
Foi um dos principais destaques do Botafogo-SP, ao lado de Doni e Luciano Ratinho na campanha do vice-campeonato Paulista de 2001. Os três foram contratados pelo Corinthians logo após as finais, a pedido de Vanderlei Luxemburgo.

### Corinthians
Leandro chegou ao Corinthians no segundo semestre de 2001, junto aos companheiros do Botafogo-SP: o meia Luciano Ratinho e o goleiro Doni. Dos três jogadores da Pantera das Américas, Leandro foi o único a conseguir destaque de imediato. Doni só conseguiu tornar-se titular da equipe com a saída de Dida (sendo que o time foi muito criticado no período em que Doni estava catando no gol]] e Luciano Ratinho não se firmou.
Com a pífia campanha da equipe alvinegra no Campeonato Brasileiro, no qual ficou na 18º colocação e a 7 pontos do rebaixamento, não se destacaria ainda naquele período. Mas tudo seria diferente em 2002. Naquele ano, o Timão, sob o comando de Carlos Alberto Parreira, surpreendeu. O técnico, famoso por suas escalações re-tranqueiras, organizou um time no estilo 4-3-3, com um ataque formado por Deivid de centroavante, Leandro pelo lado direito e Gil no lado esquerdo. Leandro, como todo o time, ganhou bastante destaque e foi campeão do Torneio Rio-São Paulo, onde marcou e da Copa do Brasil.
Tornou-se grande destaque do Corinthians na disputa do Torneio Rio-São Paulo. Um dos momentos mais marcantes de sua passagem pelo Timão foi no segundo jogo nas semifinais deste mencionado campeonato, sendo este um dos episódios épicos da história do Corinthians.
No dia 28 de abril o Timão jogaria contra o São Caetano, no Morumbi para chegar às finais do campeonato. Na primeira partida das semifinais, no dia 20 de abril, no Pacaembu, o Timão apresentou um péssimo futebol e teve de se contentar com um empate, com gols de Anaílson (pelo Azulão) e Ricardinho (pelo Timão), aos 41 e 42 minutos do 1º tempo, respectivamente. Neste jogo, cinco dos jogadores do Timão (incluindo Leandro) receberam cartão amarelo contra quatro amarelados do São Caetano.
Na segunda partida, o Corinthians mostrava os mesmos erros do primeiro jogo e não conseguia passar pela forte marcação do São Caetano. E o que é pior: aos 27 minutos do primeiro tempo, o time do ABC abria o placar com Brandão: 1 a 0. No final do primeiro tempo, Wagner,  do  time do São Caetano, põe a mão na bola e como já tinha cartão amarelo, foi expulso, o que iria facilitar, e muito, a vida do Timão. No segundo tempo, o Timão entra bem melhor e consegue uma virada histórica. O grande herói foi Leandro, que marcou dois gols aos 6 e aos 15 minutos do 2º tempo. Com estes dois gols e mais outro gol de Rogério aos 35 minutos do segundo tempo, o Corinthians vence o Azulão - de virada - por 3 a 1 e se classifica para a final contra o São Paulo, que eliminou o Palmeiras.
No dia 5 de maio, Corinthians e São Paulo entram em campo para o primeiro jogo da final. No primeiro tempo, o Timão não jogou um bom futebol e terminou a primeira etapa perdendo por 1 a 0. Porém, no segundo tempo, o Corinthians entrou arrasador e aos 9 minutos já vencia por 2 a 1, com um gol de Deivid (aos 2) e outro de Leandro (aos 8). Mais tarde, aos 19, Gil faria um gol inacreditável sobre Rogério Ceni, mas o Timão sofreria aos 24 minutos do segundo tempo um gol de Belletti. Com a vitória por 3 a 2, o Corinthians só precisou empatar 1-1 para faturar o título.
Depois, faturaria a Copa do Brasil e no ano seguinte, em 2003, faturaria o Campeonato Paulista. No fim do mês de julho se transferiu para o Lokomotiv Moscou, da Rússia. Em 114 partidas pelo Timão, Leandro marcou 17 gols.

### Fluminense
No  Fluminense, trabalhando com o professor Abel Braga em 2005, ganhou o apelido de "Guerreiro" por ser um jogador de muita luta e dedicação durante as partidas.  Mesmo tendo machucado seu braço no jogo contra o Vasco, na semifinal da Taça Rio, segundo turno do carioca de 2005, quis jogar na decisão contra o Flamengo. Mostrou o quanto sua escolha valeu apena ao marcar seu gol contra o time rival, o "pó de arroz" venceu o rubro-negro por 4x1. Sua equipe precisou enfrentar o campeão do primeiro turno para ficar com o título, tiveram um começo de temporada não muito bom, mas deram a volta por cima na Taça Rio. Em 2005 os clubes de menos tradição surpreenderam os Gigantes. A decisão final, que fechou o Cariocão 2005, foi entre Volta- Redonda x Flu. O meia Preto Casagrande do Flu, abriu o placar numa cobrança de falta,  Leandro fez o segundo gol em 5 minutos de jogo. No segundo tempo, a agremiação da cidade do aço surpreendeu, o jogo terminou em 4x3 para o "Voltaço". Para a tranquilidade dos tricolores, ainda restava o segundo jogo e estavam atrás numa diferença de 1 gol. Venceram o clube do interior do Rio, por 3x1 com muita adrenalina, o Volta Redonda havia feito o primeiro gol, mas o Flu empatou ainda no primeiro tempo, e virou no segundo com um gol de cabeça do volante, e ídolo, Marcão. A decisão iria para os pênaltis, até o volante Arouca mandar a bola para área adversária, e o zagueiro Antônio Carlos dividir com o goleiro Lugão e fazer o Terceiro gol. No Flu vivenciou bons momentos em todas as competições que sua equipe esteve presente, no Carioca começou a brilhar no returno do Campeonato, Na Copa do Brasil, mostrou o quanto o time estava com o ataque bem formado ao ter o artilheiro Tuta como dupla. Apesar do bom entrosamento, alguns jogadores foram vendidos, se machucaram nas partidas anteriores e tiveram atletas cumprindo suspensão. O Flu enfrentou o Paulista de Jundiaí na final, mas com seu time incompleto e desfalcado, o que fez com que a equipe adversária fizesse 2x0 em casa, no Rio o jogo terminou em 0x0, e o Paulista venceu a Copa do Brasil 2005. No Brasileirão também lutaram pelo título, e mais uma vez Tuta e Leandro foram uma excelente dupla, o Fluminense estava como candidato ao título assim como o Corinthians e o Inter. No segundo semestre, apesar de ter tido jogadores importantes que foram para outros clubes, como o meia Diego, o zagueiro Antonio Carlos e Fabiano Eller, tiveram uma ótima notícia, a contratação do gringo Dejan Petković, outra boa notícia foi a volta do meia Felipe, que cumpria suspensão , e assim o Flu formaria novamente um elenco muito bom para conquistar mais um título. No começo do segundo  turno, com a presença de Petković, engrenaram bem, e ficaram próximos de superar o inter e o Corinthians, mas além da vaga na Libertadores, e a surpreendente chance de ser campeão brasileiro, havia algo que os tricolores queriam muito, que era fazer uma boa sul-americana. O Flu bateu o Santos, em seu primeiro desafio, e enfrentou o Balfield da Argentina. Leandro no primeiro jogo contra o time argentino, que foi em São Januário, vivenciou um episódio memorável, mas que quase prejudicou sua equipe. O time portenho abriu o placar, mas Leandro empatou. Após subir na grade, para comemorar seu gol com a torcida, foi punido com um cartão amarelo. Minutos após sua advertencia, estava com a bola na área, e por um toque leve, tentou cavar o pênalti  e a simulação resultou na sua expulsão. Mesmo com um a menos, o "pó de arroz" virou no segundo tempo e ampliou para 3x1, resultado este ajudou na classificação para as quartas de final. Em Buenos Aires, jogo que Leandro não pôde atuar, o time das laranjeias empatou em 0x0.
Leandro foi herói em importantes viradas do Fluminense, como no 4x3 contra a Ponte Preta e Santos. Após a eliminação contra Universidad Católica no Chile, em que perderam por 2x0 em Santiago, o Flu parou de vencer. Em Santiago, Lenadro atuou, depois de não ter jogado em Buenos Aires, no empate de 0x0, por cumprir suspensão, e em São Januário, na vitória de 2x1,  sobre o time Chileno que surpreendeu a equipe carioca.
Após a eliminação, na sul-americana, o tricolor perdeu as últimas partidas que restavam, mas pelo bom somatório de pontos, e por serem candidatos ao título, ficaram com a quinta colocação no Brasileiro, e com a confirmação da Sul-Americana de 2006. Leandro, Tuta, Marcão, Preto Casagrande, Dejan Petković, Gabriel, Juan e o goleiro Kléber, foram os guerreiros que lutaram até o fim.

### São Paulo
Em sua passagem pelo São Paulo, declarou ser torcedor do clube desde a infância. No Tricolor Paulista se notabilizou pela comemorações dos títulos brasileiros de 2006 e 2007, onde subia numa das balizas do Estádio do Morumbi segurando os troféus. Ainda no São Paulo foi um dos maiores ídolos da geração do Hexa-Tri Campeã brasileira de modo consecutivo. Onde era chamado pela torcida de Guerreiro, por se mostrar um atacante de grande poder decisivo em seus gols no Brasileirão. Poderia em 2006 disputar o Mundial de Clubes, mas sua equipe perdeu na final da Libertadores para o Inter, no estadual também terminou em segundo lugar com sua equipe, o campeão paulista de 2006 foi o Santos. Nem mesmo a derrota na Recopa contra o Boca Juniors, comprometeu os são-paulinos, consagraram-se campeões, tendo uma revanche de disputa de título contra o Inter.  Conquistaram seu título na penúltima partida, precisaram assistir o jogo do colorado para saberem se o troféu já era dos são-paulinos.

### Grêmio
No dia 22 de dezembro de 2009 o assessor de futebol do Grêmio, Luiz Onofre Meira, confirmou a contratação de Leandro. O jogador seria apresentado no dia seguinte; contudo, como faltavam documentos para a assinatura do contrato, a sua chegada oficial foi postergada para o dia 4 de janeiro de 2010.
Até agora, Leandro ainda não fez gols pelo Grêmio, por estar em baixa com seu porte físico, passando mais tempo machucado do que nos gramados.
Em 2011 Leandro iniciou o ano treinando em separado, no CT do Grêmio em Eldorado do Sul. O Vice de Futebol tricolor, Antonio Vicente Martins, informou que o jogador estava fora dos planos para a temporada, aguardando apenas o interesse de algum clube na sua contratação.Junto com ele a jovem promessa Isaías Braga,o jovem recém chegado do Goias,não mostrou seu futebol no clube gaúcho e aguardava proposta de empréstimo.

### Vasco da Gama
No dia 8 de fevereiro de 2011 foi confirmado o empréstimo de Leandro ao Vasco da Gama até o fim de 2011. Mesmo tendo poucas chances no time titular e marcando apenas 1 gol com a camisa cruzmaltina (na goleada de 8x3 contra o Aurora, da Bolívia, pelas oitavas-de-final da Copa Sul-Americana de 2011), Leandro acabou sendo campeão da Copa do Brasil de 2011.

### Grêmio
Depois de uma passagem apagada e sem sucesso pelo clube carioca, sendo reserva, Leandro não permanece em São Januário e volta para o Grêmio, treinando em separado do restante do elenco, juntamente com outros jogadores que não foram aproveitados pelo clube gaúcho na temporada de 2012, enquanto aguardava colocação em outra equipe.

### Comercial-SP
Em 29 de fevereiro de 2012 o Futebol Grêmio anunciou o empréstimo do atacante ao Comercial, de Ribeirão Preto. Em junho, o jogador voltou do Comercial e fora dos planos, rescindiu o contrato com o Tricolor Gaúcho.

### Retorno ao Botafogo
Após doze anos de sua saída do clube de origem, Leandro retornou ao Botafogo, em junho de 2013, para a disputa da Série D. No time que começou a carreira, Leandro assinou um contrato de produtividade.

### Catanduvense
Em 2015, acertou com o Catanduvense até o final do Paulista A2.
No ano de 2016 a diretoria contratou novamente o jogador para reforçar o time na disputa da segunda fase na série A3 do campeonato paulista.

## Títulos
Botafogo-SP
- Campeonato Paulista - Série A2: 2000

Corinthians
- Copa do Brasil: 2002
- Torneio Rio-São Paulo: 2002
- Campeonato Paulista: 2003

Lokomotiv Moscou
- Supercopa da Rússia: 2003
- Campeonato Russo: 2004

Fluminense
- Campeonato Carioca: 2005

São Paulo
- Campeonato Brasileiro: 2006 e 2007

Grêmio
- Campeonato Gaúcho: 2010

Vasco da Gama
- Copa do Brasil: 2011